# Shaba, Chongqing
Shaba (kinesiska: 沙坝) är en köping i sydvästra Kina. Den ligger i stadsdistriktet Qianjiang i storstadsområdet Chongqing, omkring 190 kilometer öster om det centrala stadsdistriktet Yuzhong. Antalet invånare är 11 414. Befolkningen består av 5 463 kvinnor och 5 951 män. Barn under 15 år utgör 24,0 %, vuxna 15-64 år 62 %, och äldre över 65 år 12,0 %.